# Dirk Baert
Dirk Baert (nascido em 14 de fevereiro de 1949) é um ex-ciclista belga. Na pista, conquistou uma medalha de ouro e duas de bronze na perseguição individual no Campeonato Mundial UCI em 1971, 1972 e 1975. Competiu nos Jogos Olímpicos de Verão de 1968 na prova de 1 km contrarrelógio e terminou em décimo oitavo lugar. Na estrada, venceu o Omloop van de Vlaamse Scheldeboorden (1975), Le Samyn (1976), Halle-Ingooigem (1978) e Grote 1-MeiPrijs (1979), bem como uma etapa da Volta à Bélgica na edição de 1974. Competiu no Tour de France em 1974.